# Philip Vergels
Philip Vergels (Ukkel, 12 februari 1930 – Dilbeek, 3 april 2023) was een Belgisch advocaat en politicus voor de CVP. Hij was burgemeester van Dilbeek.

## Levensloop
Vergels studeerde, na zijn humaniora aan het Heilig-Hartcollege (Ganshoren), rechten aan de Katholieke Universiteit Leuven. Na zijn studies werd hij advocaat aan de balie van Brussel.
In 1967 werd hij aangesteld als burgemeester van Dilbeek in opvolging van partijgenoot Georges Mot, een mandaat dat hij ook bleef uitoefenen na de fusie met Groot-Bijgaarden, Schepdaal, Sint-Martens-Bodegem, Sint-Ulriks-Kapelle en Itterbeek op 1 januari 1977. In 1983 werd hij als burgemeester van Dilbeek opgevolgd door zijn voormalig ambtsgenoot van Schepdaal, Jef Valkeniers.
Zijn eerste grote realisatie als burgemeester was de bouw van cultuurcentrum Westrand.
Daarnaast was hij voorzitter van de Randfederatie Asse vanaf de oprichting in 1972 tot de opheffing ervan in 1977.